# Llista de noms d'huracans de l'Atlàntic retirats

Recorreguts acumulats dels huracans retirats.

Aquesta és una llista de noms d'huracans retirats en l'Atlàntic. Els noms dels huracans tan sols són retirats per l'Organització Meteorològica Mundial (OMM) en una reunió al març, abril o maig de cada any. Aquests huracans que els seus noms han estat retirats tendeixen a ser excepcionalment destructius a les regions que afecta. El procés de retirar els noms d'huracans a l'Atlàntic de forma indefinida es va iniciar oficialment el 1969. Abans de 1969, els noms de tempestes significatives van ser retirats durant deu anys. Des de 1953, una mitjana d'un nom de tempesta ha estat retirat per a cada temporada, encara que moltes temporades (la més recent 2014) no han tingut noms retirats, i unes altres (com la temporada 2005), cinc noms van ser retirats.
Els noms són retirats arran d'una petició formulada per un o més dels països afectats per un huracà, al març, abril o maig en la reunió de la OMM. Si bé cap sol·licitud ha estat rebutjada. Tempestes, com l'huracà Gordon de 1994 i l'huracà Hanna de 2008 van causar una gran quantitat de morts i de destrucció, però no obstant això, no es van retirar perquè el principal país afectat (Haití) no ho va sol·licitar.

## Informació General
Teòricament, un huracà o una tempesta tropical de qualsevol força poden tenir el seu nom retirat, el retir es basa enterament en el nivell de danys causats per una tempesta. No obstant això, fins al 1972, cap huracà de categoria 1 havia estat retirat, i cap tempesta tropical havia estat retirada fins al 2001. Això és almenys en part a causa del fet que les tempestes més febles tendeixen a causar menys dany, i la poques tempestes febles que han retirat els seus noms van causar la major part de la seva destrucció per fortes pluges en lloc dels vents.
Des de 1953, 73 tempestes han retirat el seu nom. D'aquestes, dues (Carol i Edna) van ser reutilitzades després de la tempesta pels quals van ser retirats, però més tard es va retirar amb efecte retroactiu, i altres dos (Hilda i Janet) van ser inclosos en les llistes després de les tempestes, però no es van reutilitzar abans de ser retirats amb caràcter retroactiu. Els registres històrics no són clars sobre la situació de Gracie de la temporada 1959. El lloc oficial de NHC no informa de Gracie com un nom retirat, però és àmpliament conegut com retirat, inclòs per altres fonts oficials.
Si tots els noms en la llista normal d'una temporada s'esgoten, les tempestes agafen llavors el nom de les lletres de l'alfabet grec (Alpha, Beta, Gamma, etc) A diferència dels noms normals, aquests no poden ser retirats. Si una tempesta amb un nom grec aconsegueix arribar per força i tenir l'impacte que donaria lloc al retir, la lletra grega s'enumeraria amb una nota indicant que el nom estaria encara en ús per a futures tempestes.
Des de 1953, les següents temporades no han tingut noms retirats en la temporada: 1953, 1956, 1958, 1962, 1968, 1971, 1973, 1976, 1978, 1981, 1982, 1984, 1986, 1987, 1993, 1994, 1997, 2006, 2009 i 2014.

## Llistes de noms retirats

### Ordenats per intensitat

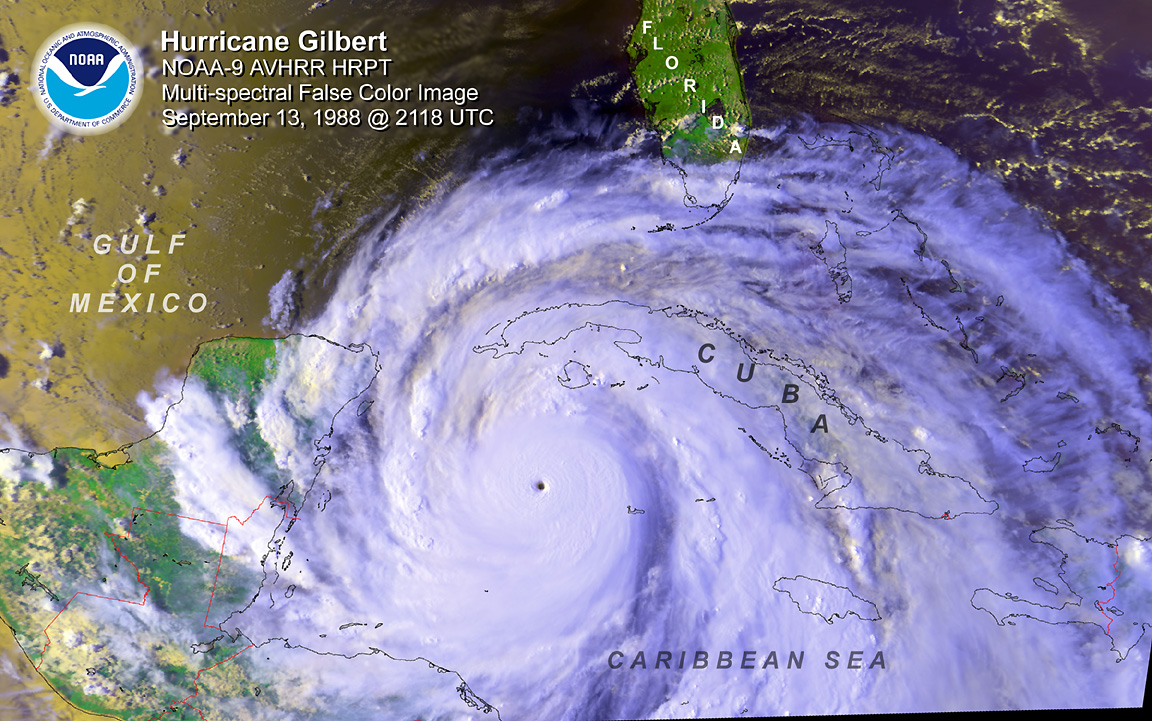
L'huracà Gilbert en la seva màxima intensitat. L'huracà Gilbert va ser el segon més intens de l'Atlántico.

Llista de tots els noms d'huracans retirats ordenats per la seva màxima intensitat, que és determinada pels mesuraments de la quantitat de pressió mínima central.
Encara que la intensitat dels ciclons tropicals es mesura només per la pressió central, les velocitats del vent també s'estimen, l'escala Saffir-Simpson s'usa en la conca de l'Atlàntic pel rang dels huracans d'acord amb el seu vent més fort sostingut durant 1 minut. Encara que la majoria dels huracans no toquen terra en la seva màxima intensitat, són definits per la seva màxima categoria i no per la seva categoria en tocar terra.
De les tempestes a l'Atlàntic el nom dels quals ha estat retirat, només una va aconseguir el seu punt màxim com una tempesta tropical, cinc van aconseguir la categoria 1, quatre van aconseguir la categoria 2, dotze van aconseguir la categoria 3, trenta-una van aconseguir la categoria 4 i vint van aconseguir la categoria 5. Moltes tempestes d'alta intensitat no han retirat els seus noms perquè no van tocar terra: com Karl; perquè que van arribar a terra en una àrea en la qual podien fer molt poc dany: com Bret; perquè es van afeblir considerablement abans de tocar terra: com Ethel; o perquè no es van fer cap sol·licitud de retirada: com Emily. No obstant això, des de la introducció de la retirada dels noms, només quatre huracans de categoria 5 no han retirat els seus noms.

De les tempestes que s'enumeren a continuació, un, l'huracà César, va aconseguir el seu bec de força, després de creuar a l'Oceà Pacífic i va ser rebatejat com l'huracà Douglas. Amb el nom de Cèsar estava en les llistes de noms de l'Atlàntic i només va ser retirat Cèsar, està en la llista de la seva força màxima com Cèsar. La tempesta tropical Allison segueix sent l'únic que no va aconseguir la categoria d'huracà que el seu nom hagi estat retirat. Això es basa en la devastadora inundació de marees de tempestat i els danys causats en Houston al juny de 2001. Cap altra tempesta tropical ha estat retirat.
| Allison  | 2001 | 50  | 95  | 60  | 1000 |      |      |     |     |     |     |
| Cesar    | 1996 | 75  | 140 | 85  | 990  |      |      |     |     |     |     |
| Klaus    | 1990 | 70  | 130 | 80  | 985  |      |      |     |     |     |     |
| Noel     | 2007 | 70  | 130 | 80  | 980  |      |      |     |     |     |     |
| Diana    | 1990 | 85  | 160 | 100 | 980  |      |      |     |     |     |     |
| Stan     | 2005 | 70  | 130 | 80  | 977  |      |      |     |     |     |     |
| Agnes    | 1972 | 75  | 140 | 85  | 977  |      |      |     |     |     |     |
| Fifi     | 1974 | 95  | 175 | 110 | ≤971 |      |      |     |     |     |     |
| Juan     | 2003 | 90  | 170 | 105 | 969  |      |      |     |     |     |     |
| Diane    | 1955 | 105 | 190 | 120 | ≤969 |      |      |     |     |     |     |
| Alicia   | 1983 | 100 | 180 | 115 | 963  |      |      |     |     |     |     |
| Carol    | 1954 | 100 | 185 | 115 | 957  |      |      |     |     |     |     |
| Roxanne  | 1995 | 100 | 180 | 115 | 956  |      |      |     |     |     |     |
| Eloise   | 1975 | 110 | 200 | 125 | 955  |      |      |     |     |     |     |
| Edna     | 1954 | 105 | 190 | 120 | ≤954 |      |      |     |     |     |     |
| Elena    | 1985 | 110 | 200 | 125 | 953  |      |      |     |     |     |     |
| Bob      | 1991 | 100 | 180 | 115 | 950  |      |      |     |     |     |     |
| Jeanne   | 2004 | 105 | 190 | 120 | 950  |      |      |     |     |     |     |
| Gracie   | 1959 | 120 | 225 | 140 | 950  |      |      |     |     |     |     |
| Cleo     | 1964 | 135 | 250 | 155 | ≤950 |      |      |     |     |     |     |
| Marilyn  | 1995 | 100 | 180 | 115 | 949  |      |      |     |     |     |     |
| Iris     | 2001 | 125 | 230 | 145 | 948  |      |      |     |     |     |     |
| Fran     | 1996 | 105 | 190 | 120 | 946  |      |      |     |     |     |     |
| Audrey   | 1957 | 125 | 230 | 145 | ≤946 |      |      |     |     |     |     |
| Celia    | 1970 | 110 | 200 | 125 | 945  |      |      |     |     |     |     |
| Paloma   | 2008 | 125 | 230 | 145 | 944  |      |      |     |     |     |     |
| Frederic | 1979 | 115 | 215 | 135 | 943  |      |      |     |     |     |     |
| Dora     | 1964 | 120 | 225 | 140 | 942  |      |      |     |     |     |     |
| Keith    | 2000 | 120 | 225 | 140 | 941  |      |      |     |     |     |     |
| Gustav   | 2008 | 130 | 240 | 150 | 941  |      |      |     |     |     |     |
| Charley  | 2004 | 130 | 240 | 150 | 941  |      |      |     |     |     |     |
| Hilda    | 1964 | 130 | 240 | 150 | 941  |      |      |     |     |     |     |
| Betsy    | 1965 | 135 | 250 | 155 | 941  |      |      |     |     |     |     |
| Flora    | 1963 | 120 | 225 | 140 | 940  |      |      |     |     |     |     |
| Lili     | 2002 | 125 | 230 | 145 | 940  |      |      |     |     |     |     |
| Fabian   | 2003 | 125 | 230 | 145 | 939  |      |      |     |     |     |     |
| Ione     | 1955 | 105 | 190 | 120 | ≤938 |      |      |     |     |     |     |
| Georges  | 1998 | 135 | 250 | 155 | 937  |      |      |     |     |     |     |
| Hazel    | 1954 | 130 | 240 | 150 | ≤937 |      |      |     |     |     |     |
| Connie   | 1955 | 125 | 230 | 145 | ≤936 |      |      |     |     |     |     |
| Hortense | 1996 | 120 | 225 | 140 | 935  |      |      |     |     |     |     |
| Luis     | 1995 | 120 | 225 | 140 | 935  |      |      |     |     |     |     |
| Ike      | 2008 | 125 | 230 | 145 | 935  |      |      |     |     |     |     |
| Frances  | 2004 | 125 | 230 | 145 | 935  |      |      |     |     |     |     |
| Isidore  | 2002 | 110 | 200 | 125 | 934  |      |      |     |     |     |     |
| Michelle | 2001 | 120 | 225 | 140 | 933  |      |      |     |     |     |     |
| Lenny    | 1999 | 135 | 250 | 155 | 933  |      |      |     |     |     |     |
| Joan     | 1988 | 125 | 230 | 145 | 932  |      |      |     |     |     |     |
| Carla    | 1961 | 150 | 280 | 175 | 931  |      |      |     |     |     |     |
| Dennis   | 2005 | 130 | 240 | 150 | 930  |      |      |     |     |     |     |
| Donna    | 1960 | 140 | 260 | 160 | ≤930 |      |      |     |     |     |     |
| Felix    | 2007 | 150 | 280 | 175 | 929  |      |      |     |     |     |     |
| Inez     | 1966 | 130 | 240 | 150 | 929  |      |      |     |     |     |     |
| Carmen   | 1974 | 130 | 240 | 150 | 928  |      |      |     |     |     |     |
| Anita    | 1977 | 150 | 280 | 175 | 926  |      |      |     |     |     |     |
| David    | 1979 | 150 | 280 | 175 | 924  |      |      |     |     |     |     |
| Beulah   | 1967 | 140 | 260 | 160 | ≤923 |      |      |     |     |     |     |
| Andrew   | 1992 | 150 | 280 | 175 | 922  |      |      |     |     |     |     |
| Floyd    | 1999 | 135 | 250 | 155 | 921  |      |      |     |     |     |     |
| Hattie   | 1961 | 140 | 260 | 160 | ≤920 |      |      |     |     |     |     |
| Gloria   | 1985 | 125 | 230 | 145 | 919  |      |      |     |     |     |     |
| Hugo     | 1989 | 140 | 260 | 160 | 918  |      |      |     |     |     |     |
| Opal     | 1995 | 130 | 240 | 150 | 916  |      |      |     |     |     |     |
| Isabel   | 2003 | 145 | 270 | 165 | 915  |      |      |     |     |     |     |
| Janet    | 1955 | 150 | 280 | 175 | ≤914 |      |      |     |     |     |     |
| Ivan     | 2004 | 145 | 270 | 165 | 910  |      |      |     |     |     |     |
| Dean     | 2007 | 150 | 280 | 175 | 905  |      |      |     |     |     |     |
| Mitch    | 1998 | 155 | 285 | 180 | 905  |      |      |     |     |     |     |
| Camille  | 1969 | 165 | 305 | 190 | ≤905 |      |      |     |     |     |     |
| Katrina  | 2005 | 150 | 280 | 175 | 902  |      |      |     |     |     |     |
| Sandy    | 2012 | 95  | 175 | 110 | 954  | Rita | 2005 | 155 | 290 | 180 | 895 |
| Gilbert  | 1988 | 160 | 295 | 185 | 888  |      |      |     |     |     |     |
| Wilma    | 2005 | 160 | 295 | 185 | 882  |      |      |     |     |     |     |